# Ирландские танцы
Ирландские танцы — группа традиционных танцев, сформировавшихся в Ирландии в XVIII—XX веках и ставших очень популярными по всему миру после постановки в 1994 году танцевального шоу Riverdance и последовавшей следом постановки ещё ряда ирландских танцевальных шоу. Включают в себя:
- Ирландские сольные танцы (англ. Irish Stepdance). Их отличительной чертой являются быстрые и четкие движения ногами при остающихся неподвижными корпусе и руках. Ирландские сольные танцы были созданы ирландскими мастерами танца в XVIII—XIX веках и достаточно жестко стандартизированы Комиссией по ирландским танцам в начале XX века в Ирландии в результате деятельности Гэльской лиги, что со временем позволило создать многочисленную школу мастеров, способных исполнять достаточно сложную танцевальную технику. Именно на этой технике основывается зрелищность Riverdance и подобных шоу.
- Ирландские кейли (ирл. céilí) — парные и групповые танцы, базирующиеся на стандартных шагах ирландских сольных танцев. Схемы кейли также формализованы Комиссией по ирландским танцам[1].
- Постановочные фигурные танцы (англ. Choreographed Figure Dances) основываются на стандартных сольных ирландских танцах и фигурах кейли, но ориентированы на массовое выступление сразу многих танцоров в рамках постановочных шоу, в связи с чем допускают различные отступления от стандартов в целях повышения зрелищности. В результате развития именно этого направления были созданы Riverdance и другие не менее известные ирландские танцевальные шоу[1].
- Сет-танцы (англ. Set Dancing) — парные ирландские социальные танцы. В отличие от кейли базируются на относительно простых шагах французских кадрилей[1].
- Шан-нос (ирл. sean-nós) — особый стиль исполнения традиционных ирландских песен и танцев, не затронутый деятельностью мастеров танца и Гэльской лиги, и сохранившийся в ирландском регионе Коннемара[2].

Все виды ирландских танцев исполняются исключительно под традиционные ирландские танцевальные мелодии: рилы, джиги и хорнпайпы.

## Разновидности ирландских танцев в зависимости от мелодии и музыкального размера

### Джига (jig)
Старинная мелодия кельтского происхождения. В зависимости от музыкального размера мелодии, в которой исполняется танец, выделяют лайт(дабл)-джигу, слип-джигу, сингл-джигу и требл-джигу. Обычный музыкальный размер этих видов джиги составляет 6/8. Совершенным особняком стоит слип-джига, исполняемая на особый размер 9/8 и исключительно в мягкой обуви.

### Рил (reel)
Возник примерно во второй половине XVIII века в Шотландии. Обычный музыкальный размер рила 4/4. Рил танцуют в мягкой обуви — изи-рил и в жесткой — тогда это трэбл-рил. Мужской «мягкий» рил исполняется в специальных ботинках — с каблуком, но без набоек на носке (англ. reel shoes).

### Хорнпайп (hornpipe)
Исследователи уверены, что хорнпайп произошёл из Англии елизаветинских времен, в которой он исполнялся в качестве сценического действа. В Ирландии он танцуется совершенно иначе и с середины восемнадцатого века исполняется под музыку 2/4 или 4/4. Исполняется в жесткой обуви.

## История
Первые сведения об ирландских танцах датируются XI в. С этого времени есть первые данные о танцевальных гуляниях ирландских крестьян, которые называются feis, (произносится «феш»), однако описания самих танцев впервые появились в середине XVI в. и были довольно пространными и неясными. Не вполне понятно, какие из танцев, описанных в то время, были собственно ирландскими, а какие появились в Ирландии под влиянием французских и шотландских танцев. Однако для всех древних ирландских танцев были характерны быстрый темп и приставные шаги.
В период английской колонизации Ирландии метрополия непрерывно преследовала все проявления ирландской культуры. «Карательные законы», которые были введены англичанами в середине XVII в. запрещали обучение ирландцев чему-либо, в том числе музыке и танцам. Поэтому на протяжении более чем 150-ти лет ирландским танцам учились тайно. Танцевальная культура существовала в виде тайных занятий, которые проводили в деревнях бродячие учителя танцев, (так называемые «мастера танцев») и в виде больших сельских гулянок, на которых люди танцевали в группах, часто под руководством тех же мастеров.

Танцевальная вечеринка в ирландской деревне, XIX век. Заметна «выворотность» ступней танцоров, характерная для «мюнстерского» стиля.

Некоторые из танцевальных мастеров в конце XVIII в. начали создавать первые танцевальные школы, из которых наиболее известны были школы на Юге (в провинции Мюнстер) в графствах Керри, Корк и Лимерик. Существовали знаменитые школы и в других городах. Каждый мастер мог придумывать свои движения (прыжки, подскоки, повороты). Разные школы отличались набором движений, используемых в танцах.
В начале XX века в процессе «гэльского возрождения» специальное подразделение Гэльской лиги (впоследствии выделившееся в отдельную организацию —- Комиссию по ирландским танцам) занялось исследованием и стандартизацией традиционных ирландских танцев с целью их дальнейшей популяризации среди ирландского населения (Лига преднамеренно игнорировала танцы, у которых были сильно заметны иностранные корни —- так, например, были проигнорированы достаточно популярные в Ирландии сетовые танцы). За основу Лигой была принята южная («мюнстерская») танцевальная традиция, как наиболее ярко выраженная в техническом плане. В процессе деятельности Лиги были стандартизированы:
- сольные ирландские танцы (как исполняемые под традиционные мелодии, так и особые танцевальные сеты)
- групповые кейли танцы.

С тех пор и по сей день во всем мире существует огромная система танцевальных школ, преподающих эти стандартизированные («современные») ирландские танцы, а также система соревнований, позволяющая непрерывно расти будущим мастерам.
Ряд деятелей ирландской культуры сочли неправильным выделение «мюнстерской» школы и пренебрежение к другим направлениям ирландского танцевального искусства.
Сольные танцы, исполняемые в других техниках стали называться «шан-нос» (ирл. sean-nós, «старый путь») в настоящее время среди них выделяют два направления:
танцы, сохранившиеся в ирландском регионе Коннемара и сохранившиеся у ирландских эмигрантов в Северной Америке.

## Современность

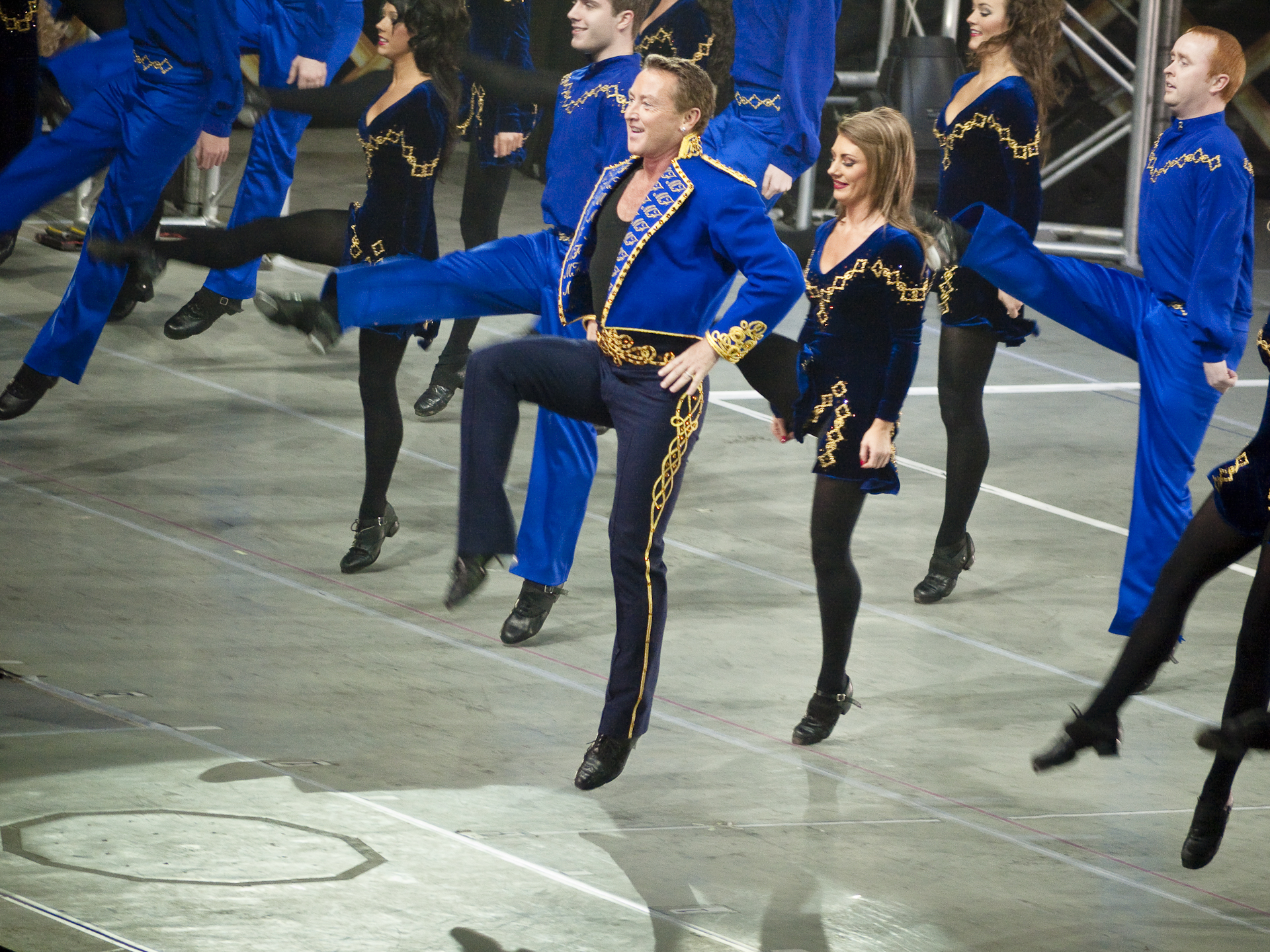
Майкл Флэтли и его труппа

Несмотря на мощную поддержку Гэльской лиги в Ирландии и ирландских эмигрантских общин в США, Канаде и других бывших британских колониях, до конца XX века ирландские танцы все-таки были занятием, которым увлекалась лишь небольшая группа любителей — преимущественно ирландцев и их потомков в эмиграции.
Все изменилось после того, как в 1994 году в антракте конкурса «Евровидение» было представлено танцевальное шоу «Riverdance», в котором участвовали чемпионы по ирландским танцам Джин Батлер и Майкл Флэтли. Отработанная годами тренировок и соревнований традиционная ирландская танцевальная техника настолько понравилась зрителям, что на волне успеха «Riverdance» в дальнейшем были поставлены еще целый ряд очень успешных танцевальных представлений:
- Lord of the Dance
- Feet of Flames
- Celtic Tiger
- Dancing on Dangerous Ground

и ряд других. Кроме того, эти шоу разбудили во многих людях интерес к занятиям ирландскими танцами. Можно сказать, что в настоящее время ирландский танец стал такой же «визитной карточкой» Ирландии, как её музыка или пиво Guinness.
Последние годы «шан-нос» набирает определенную популярность среди танцоров, ранее танцевавших «современные» ирландские танцы.